# جفريس كريتينتون
جفريس كريتينتون (بالإنجليزية: Javaris Crittenton)‏ مواليد 31 ديسمبر 1987 في أتلانتا، هو لاعب كرة سلة محترف أمريكي سابق بدأ مسيرته الاحترافية في سنة 2007 حيث تم اختياره من قبل فريق لوس أنجلوس ليكرز خلال الدرافت،. يبلغ طوله 6 قدم 5 بوصة (2.0 م). اعتزل اللعب في 2011.

## فرق لعب لها
- لوس أنجلوس ليكرز
- ميمفيس غريزليس
- واشنطن ويزاردز

## إحصائيات المسيرة

### الموسم الاعتيادي
| السنة   | الفريق           | لعب | بدأ | دقيقة | ميداني% | ثلاثية | حرة  | ارتداد | صنع | استلاب | تصدي | نقطة |
| ------- | ---------------- | --- | --- | ----- | ------- | ------ | ---- | ------ | --- | ------ | ---- | ---- |
| 2007–08 | لوس أنجلوس ليكرز | 22  | 0   | 7.8   | .491    | .333   | .679 | 1.0    | .8  | .3     | .0   | 3.3  |
| 2007–08 | ميمفيس غريزليس   | 28  | 0   | 18.1  | .400    | .265   | .697 | 3.2    | 1.2 | .4     | .1   | 7.4  |
| 2008–09 | ميمفيس غريزليس   | 7   | 0   | 6.3   | .467    | .000   | .455 | .9     | .7  | .1     | .0   | 2.7  |
| 2008–09 | واشنطن ويزاردز   | 56  | 10  | 20.2  | .459    | .143   | .593 | 2.9    | 2.6 | .7     | .1   | 5.3  |
| المسيرة |                  | 113 | 10  | 16.4  | .442    | .231   | .638 | 2.4    | 1.8 | .5     | .1   | 5.3  |

## روابط خارجية
- جفريس كريتينتون على موقع إن بي أي (الإنجليزية)
- جفريس كريتينتون على موقع سبورتس رفرنس (الإنجليزية)
- جفريس كريتينتون على موقع كرة السلة الأوروبية.كوم (الإنجليزية)
- جفريس كريتينتون على موقع كلية كرة السلة في سبورتس رفرنس.كوم (الإنجليزية)
- جفريس كريتينتون على موقع ريلجم (الإنجليزية)
- جفريس كريتينتون على موقع بروبوليرز (الإنجليزية)
- جفريس كريتينتون على موقع سبورتس رفرنس (الإنجليزية)